# Zenza Raggi
Zenza Raggi (ur. 24 października 1970 w Casablance) – marokańsko–niemiecki aktor i reżyser filmów pornograficznych.

## Życiorys

### Wczesne lata
Urodził się w Casablance w Maroku. Wychowywał się w Bonn, gdzie w latach 1977–81 uczęszczał do szkoły podstawowej im. Roberta Kocha (Robert–Koch–Schule) i naukę kontynuował w szkole realnej – liceum ogólnokształcącym im. Carla Schurza (Carl–Schurz–Realschule).

### Kariera w branży porno
Jego kariera filmowa rozpoczęła się w 1991, kiedy wystąpił przed kamerą w scenie masturbacji. Od 1993 brał udział w międzynarodowych produkcjach, w tym dla wytwórni MagmaFilm, Vidéo Marc Dorcel, Mario Salieri Entertainment Group, Evil Angel, Private Media Group i Elegant Angel. Pracował dla takich reżyserów jak Christoph Clark, Raul Cristian, Manuel Ferrara, Steve Holmes, John Leslie, Harry S. Morgan, Rocco Siffredi i Pierre Woodman. Używał całej serii zmieniających się pseudonimów artystycznych, w których oprócz swojego głównego Zenza Raggi i nazwiska rodowego występował również jako Akim, przy czym nazwisko często się zmieniało.
Grywał w wysokobudżetowych filmach pornograficznych In-X-Cess Productions, w tym w Cindy (1997) w roli Victora, Królowa słoni (La regina degli elefanti, 1997) w roli Johna, Il Marchese del Grill... etto (1997) w roli przyjaciela markiza z Fausto Moreno, Selen na wyspie skarbów (Selen nell’isola del tesoro, 1998) w roli kapitana Achaba, Lili (1998) w roli oficera, Sahara (1998) w roli Karima, Złodziej miłości – Giacomo Casanova (Ladro d’amore – Giacomo Casanova, 1998) w roli Kalifa, Don Juan (Don Giovanni – Il Seduttore, 1998) z Nikki Anderson, Kobieta w żelaznej masce (Anita e la maschera di ferro, 1998) wg powieści Aleksandra Dumasa Wicehrabia de Bragelonne z Anitą Blond oraz Arsenio Lupin, dżentelmen włamywacz (Arsenio Lupin, lo scassinatore di culi, 2000) na motywach opowiadań Maurice’a Leblanca w roli złodzieja klejnotów Arseniusza Lupina. W niemieckiej parodii porno 00Sex, es ist niemals zu spät! (1998) wystąpił jako antagonista Pan Nikt. W dramacie wojennym VCA Pictures We własnej osobie (In the Flesh, 1998) luźno opartym na Makbecie zagrał Lorda Macduffa. W dramacie KKK – Storie violente dell’America di ieri (2000) był wojowniczym kumplem czarnoskórego Teo. W horrorze Maxa Bellocchio Baron ciemności (The Baron of Darkness, 1997), uhonorowanym Venus Award jako najlepszy film, został obsadzony w tytułowej roli arystokraty Jean–Pierre’a, którego żona zamieniła w wampira. W baśni porno Królewna Śnieżka dziesięć lat później (Biancaneve ... 10 anni dopo, 1999) zagrał księcia, a w ekranizacji powieści Aleksandra Dumasa Muszkieterowie króla (I moschettieri del re, 1999) wystąpił w roli księcia Buckinghama.
Był również zaangażowany w serie Public Disgrace, Eurosex Parties i House of Taboo. W 1999 zadebiutował jako reżyser filmu Euro Dog, zrealizował potem także trzy filmy – Fashion Sex (2001), Amateurs Anal Vol. 2 (2003) i Young and Horny Budapest Amateurs (2003).
6 czerwca 2007 miał premierę film NeXXXt Generation Kink Factory, zrealizowany przez Intense Industries, gdzie wystąpił obok takich wykonawców jak Jessica Moore, Sabrina Summers, Dione, Melissa Black, Tera Joy, Patricia, Bruno SX, Ficky Martin i Dieter von Stein. W nakręconej w Budapeszcie produkcji SunIslandStudioTheater.com Nasty Hairdressers (2010) był klientem fryzjerki nimfomanki. W 2021 był na szóstym miejscu listy TOP 10 najsłynniejszych gwiazdorów porno na świecie portalu Red Light Vegas.

### Obecność w kulturze masowej
W dramacie kryminalnym Virginie Despentes Gwałt (Baise-moi, 2000) z Karen Lancaume i Titofem został obsadzony w roli wielkiego faceta. W kontrowersyjnym dramacie fantasy Melancholia anioła (Melancholie der Engel, 2009) wcielił się w czarny charakter – postać Brautha.

## Problemy z prawem
W 2011 na lotnisku w Ekwadorze został aresztowany, a 15 czerwca 2013 skazany na 8 lat więzienia za posiadanie kilograma kokainy w bagażu i 50 gramów w żołądku.

## Życie prywatne
Osiedlił się w Königswinter, gdzie od czerwca 2016 został właścicielem pizzerii peperoni.

## Nagrody i nominacje
| Rok  | Nagroda              | Kategoria                                       | Film                                          | Inni wykonawcy                                                                         | Rezultat  |
| ---- | -------------------- | ----------------------------------------------- | --------------------------------------------- | -------------------------------------------------------------------------------------- | --------- |
| 1998 | AVN Award            | Najlepsza scena seksu w realizacji zagranicznej | Private Stories 16: Chapel of Love (1997)     | Caroline, Deborah Noemi i Reinhardt                                                    | Wygrana   |
| 1998 | AVN Award            | Najlepsza scena seksu grupowego – wideo         | Buttman’s Buda (1997)                         | Monika Kiss, Holly Black, Reka Gabor, Szilvia, Leslie Taylor, Steve Hard i John Walton | Nominacja |
| 2001 | Venus Award          | Najlepszy aktor niemiecki                       | –                                             | –                                                                                      | Wygrana   |
| 2003 | Ninfa                | Najlepszy aktor drugoplanowy                    | David King w Soffocami (2003)                 | –                                                                                      | Nominacja |
| 2005 | AVN Award            | Najlepsza scena seksu grupowego – wideo         | Manhammer 2 (2004)                            | Frank Gun, Mandy Bright i Brian Pumper                                                 | Nominacja |
| 2005 | XRCO Award           | Najlepsza scena seksu grupowego                 | ATM City 1 (2004)                             | Mika Tan, Melissa Lauren i Benjamin Brat                                               | Nominacja |
| 2007 | AVN Award            | Najlepszy wykonawca zagraniczny roku            | –                                             | –                                                                                      | Nominacja |
| 2008 | AVN Award            | Najlepszy wykonawca zagraniczny roku            | –                                             | –                                                                                      | Nominacja |
| 2009 | AVN Award            | Najlepsza scena triolizmu                       | Carolina Jones and the Broken Covenant (2008) | Ava Rose i Bree Olson                                                                  | Nominacja |
| 2009 | AVN Award            | Najlepszy wykonawca zagraniczny roku            | –                                             | –                                                                                      | Nominacja |
| 2010 | AVN Award            | Najlepszy wykonawca zagraniczny roku            | –                                             | –                                                                                      | Nominacja |
| 2010 | AVN Award            | Najlepsza scena seksu w produkcji zagranicznej  | Rocco’s Dirty Dreams 8 (2008)                 | Stella Delcroix i Keni Styles                                                          | Nominacja |
| 2010 | AVN Award            | Najlepsza scena seksu w produkcji zagranicznej  | Rocco: Animal Trainer 28 (2009)               | Cindy Dollar, Gladys Laroche, Stella Fox i Omar Galanti                                | Nominacja |
| 2011 | Galaxy Award         | Najlepsza wykonawca                             | –                                             | –                                                                                      | Nominacja |
| 2011 | AVN Award            | Najlepsza scena seksu w zagranicznej produkcji  | Into the Dark (2010)                          | Bobbi Starr                                                                            | Nominacja |
| 2012 | Erotic Lounge Awards | Nagroda Fanów: Najlepszy aktor                  | –                                             | –                                                                                      | Nominacja |
| 2012 | Galaxy Award         | Najlepsza wykonawca                             | –                                             | –                                                                                      | Nominacja |
| 2012 | Galaxy Award         | Najlepsza scena chłopak / dziewczyna            | Magic Carpet (2011)                           | Sasha Rose i James Brossman                                                            | Nominacja |